# Kesäkaverit
Pour plus de détails, voir Fiche technique et Distribution.
Kesäkaverit (littéralement « amies d'été ») est un film finlandais réalisé par Inari Niemi, sorti en 2014.

## Synopsis
Iiris et Karoliina ont 25 ans et sont amies depuis toujours. Pour l'été, Karoliina leur a trouvé un emploi de serveuse à Hanko.

## Fiche technique
- Titre : Kesäkaverit
- Titre anglais : Summertime
- Réalisation : Inari Niemi
- Scénario : Juuli Niemi
- Musique : Joel Melasniemi
- Photographie : Daniel Lindholm
- Montage : Hanna Kuirinlahti
- Production : Jesse Fryckman et Oskari Huttu
- Société de production : Solar Films
- Pays :  Finlande
- Genre : Comédie dramatique
- Durée : 90 minutes
- Dates de sortie : 
  -  Finlande : 1er août 2014

## Distribution
- Anna Paavilainen : Iiris
- Iina Kuustonen : Karoliina Kantola
- Minka Kuustonen : Eeva
- Lauri Tilkanen : Jussi
- Sampo Sarkola : Tommy
- Pihla Viitala : Hertta
- Eero Ritala : Olli
- Milka Ahlroth : Liisa
- Matleena Kuusniemi : Linda
- Aku Hirviniemi : Akseli
- Beata Hämäläinen : Iida bébé

## Distinctions
Le film a été nommé pour quatre Jussis.